# Miroslav Liberda
Miroslav Liberda (2. dubna 1926 Čečejovce – 7. ledna 1998 Olomouc) byl český právník, vysokoškolský vyučující a děkan Právnické fakulty Univerzity Palackého v Olomouci.

## Život
Miroslav Liberda se narodil v Čečejovcích. V roce 1945 odmaturoval na Obchodní akademii v Olomouci. Studium práv zahájil v roce 1946 na Právnické fakultě Masarykovy univerzity v Brně a ukončil rigorózní zkouškou v roce 1951 na Právnické fakultě Univerzity Karlovy v Praze.
V padesátých letech byl činný v oblasti práva a řízení ekonomiky v řadě institucí. V letech 1965–1970 působil jako právník na generálním ředitelství VHJ SIgma Olomouc. Vzhledem ke svým zásadovým postojům byl na počátku sedmdesátých let donucen místo opustit a od roku 1971 až do roku 1988 pracoval jako právník u České státní pojišťovny v Uničově.
V roce 1990 zahájil soukromou advokátní praxi a v roce 1991 stanul v čele přípravného realizačního týmu obnovení Právnické fakulty Univerzity Palackého v Olomouci. Dne 7. září 1992 byl zvolen do funkce jejího děkana, opětovně byl pak zvolen v květnu 1995.
Liberda byl členem komise Ministerstva spravedlnosti pro rekodifikaci občanského zákoníku, členem grémia Jednoty českých právníků, zakládajícím členem nadace Bezpečná Olomouc, nadace Bílý kruh bezpečí, členem správní rady Nadace Československé národní rady americké a prezidentem nadace Iuridicum Olomoucense.
Vědecky a pedagogicky působil i v zahraničí, zvláště na právnických fakultách v Štýrském Hradci, Curychu, Petrohradě, Kyjevě, New Yorku a ve Washingtonu.
Za jeho působení získala Právnická fakulta UP v roce 1996 prestižní cenu Hannah Arendt, udělovanou Koerberovou nadací jako výraz ocenění přínosu pro rozvoj demokratické a občanské společnosti v zemích střední a východní Evropy. On sám v roce 1998 obdržel in memoriam Cenu města Olomouce.

## Výběr díla
- Občanské právo hmotné : dokumenty s vybranými judikáty ve dvou dílech, Univerzita Palackého 1995
- Právní předpisy v řízení investiční výstavby : Sborník přednášek. 3, Dům techniky ČSVTS 1982
- Sbírka příkladů pro semináře z občanského práva hmotného. I. část, Vydavatelství Univerzity Palackého 1997